# Blechnum pinnatifidum
Blechnum pinnatifidum är en kambräkenväxtart som beskrevs av A. Rojas. Blechnum pinnatifidum ingår i släktet Blechnum och familjen Blechnaceae. Inga underarter finns listade.